# Ordelaffi
Los Ordelaffi fueron una familia noble italiana que gobernó, con interrupciones, la Baja Romaña y la ciudad de Forlì entre finales del siglo XIII y 1504.

## Historia
Existe un rastro de un Lor (o Alor, o Aloro) de Laffia, o de Affia, (del que descendería la familia Ordelaffi, señores de Forlì durante alrededor de dos siglos), capitán de origen germánico, alistado por Berengario en 889 para recuperar determinadas ciudades a favor del Imperio. Se sabe con certeza que en el mismo año de 889, Lor de Laffia era gobernador del ejército en una Forlì que, según las fuentes, comenzaba a destacarse (hecho fundamental en la historia de la ciudad) como comuna libre. En 910, Lor de Laffia intentó tomar el poder en Forlì, pero, expulsado por el pueblo, se vio obligado a exiliarse primero a Rávena y luego Venecia. Según una leyenda, una rama de la familia descendiente de Lor de Laffia habría cambiado su nombre, invirtiendo sus letras: de Ordelaf en Faledro o Faliero, una familia que dio algunos duxes. Solo uno de ellos llevó el nombre de Ordelaffo Falier. En las crónicas de la ciudad, se menciona a los Ordelaffi por primera vez a mediados del siglo XII, tras haberse mudado al distrito de Santa Croce, por sus posesiones en el campo.

### Rama de Romaña
La familia Ordelaffi, mediante Teobaldo Ordelaffi, tomó el poder de la ciudad de Forlì, un bastión gibelino, a finales del siglo XIII. Teobaldo, uno de los hombres de confianza del emperador Federico II, asedió con él Rávena y Faenza. Por su lealtad y competencia, Federico II nombró oficialmente a Teobaldo como Señor de Forlì.
El hijo de Teobaldo, Scarpetta Ordelaffi, comenzó una guerra contra la República de Florencia en 1302, con el apoyo de los Güelfos 'Blancos', liderados por Dante Alighieri. En 1303, Scarpetta luchó contra el podestà Fulcieri da Calboli por el control de Forlì. Al ser vencidos los Calboli, fueron expulsados de la ciudad. Más tarde, Scarpetta conquistó Bertinoro. El hermano de Scarpetta, Francesco I Ordelaffi, le sucedió para gobernar Forlì, estableciendo una alianza con la Casa de Montefeltro contra la Casa de Malatesta, la familia güelfa que gobernaba Cesena y Rimini.
Francesco II Ordelaffi, sobrino de Francesco I, perdió el poder cuando el Cardenal Gil de Albornoz fue designado para restablecer el orden papal en Romaña, en 1356. Rodeado de enemigos, Francesco II perdió primero Faenza y luego Cesena y Bertinoro en 1357. Francesco II intentó contratar a los mercenarios de la Gran Compañía, pero Albornoz los reclutó primero. Derrotado, Francesco II fue expulsado de Forlì, quedándose solo con Castrocaro y Forlimpopoli.
En 1376 Sinibaldo I Ordelaffi reconquistó Forlì y sus territorios, pero fue envenenado por su sobrino Pino I Ordelaffi, quien más tarde también envenenaría al hijo de Sinibaldo, Giovanni, en 1399, para ganar Forlì para sí mismo. Estos asesinatos firmaron el comienzo del declive de la Familia Oderlaffi, aunque los sucesores de Pino continuaron gobernando Forlì durante algún tiempo. En 1425, después de la muerte de Teobaldo II Ordelaffi, Forlì pasó al control de la Diócesis de Forlì-Bertinoro. En 1433, Antonio I Ordelaffi restauró la signoria, pero los Ordelaffi fueron expulsados de Forlì por el Papa Sixto IV, que nombró a su sobrino Girolamo Riario como Señor de Forlì e Imola. 
En 1503, Cesare Borgia, (nombrado 'Duque de Romaña' solo dos años antes) y su familia perdieron su poder en los Estados Pontificios, y Antonio Maria Ordelaffi volvió a tomar el control de Forlì. Sin embargo, solo un año después, Antonio Maria muere sin descendencia masculina, y de esta forma se pone fin a la línea familiar de los Ordelaffi.
Existe una referencia en el Infierno de la Divina Comedia de Dante (Inf. XXVII, 45) que indica que Forlì había pasado efectivamente bajo el control de los Ordelaffi a principios del siglo XIV.

### Rama de Venecia

Armas de la Familia Faliero.

Otros descendientes de Lor de Laffia se mudaron a la República de Venecia y cambiaron su apellido a 'Faliero' o 'Faledro', la forma invertida de 'Ordelaf'. En Venecia, la rama Faliero también se hizo poderosa y tuvo dos dogos (o dux) a principios del siglo XII: Vitale Faliero (1084–1095) y Ordelafo Faliero (1102–1117).
En 1211, los Falieros fueron los primeros colonos venecianos en el Ducado de Candía (ahora Creta), comenzando un rentable comercio con los otros estados mediterráneos.
El declive de esta familia comenzó en 1355, cuando el Dux Marino Faliero intentó dar un golpe de Estado en Venecia y establecer una monarquía, pero fracasó y fue decapitado. Aunque hubo otros Falieros de importancia, nunca volvieron a alcanzar el cargo de dux y a finales del siglo XIV, la familia desapareció.